# Noch wach?
Noch wach? ist der dritte Roman des deutschen Schriftstellers Benjamin von Stuckrad-Barre, der am 19. April 2023 bei Kiepenheuer & Witsch erschien.

## Inhalt
Der Titel zitiert die ersten Worte einer SMS, mit der ein TV-Chefredakteur zu Beginn des Buches eine jüngere Frau, die weibliche Hauptfigur Sophia, gegen ihren Willen zu sich einlädt, um ihr – wie er es nennt – körperlich ganz nahe zu sein. Es klingt jedoch danach, dass es vor allem um seinen Wunsch nach Sex geht. Die Frau fühlt sich davon bedrängt und zeigt die Nachricht dem namenlosen Ich-Erzähler, der den Chefredakteur und dessen Medium verabscheut, aber gleichzeitig mit dem Chef des Medienkonzerns befreundet ist, zu dem der Sender gehört. Er nimmt auf Sophias Vermittlung Kontakt mit einer Gruppe von Frauen auf, die ähnliche Erfahrungen mit dem Chefredakteur gemacht haben, und beschwert sich bei seinem Freund darüber, dass er nicht gegen dessen Machtmissbrauch vorgehe.

## Hintergrund
Zu den Hauptfiguren zählen der an Stuckrad-Barre erinnernde Ich-Erzähler und ein Medien-CEO, den er zunächst als seinen Freund, später als seinen Exfreund bezeichnet. Darin wurde der ehemals gute Freund des Autors, Mathias Döpfner, erkannt. Das Buch wurde vielfach als Schlüsselroman über den Axel-Springer-Verlag und den Fall Julian Reichelt gedeutet sowie im Zusammenhang von #MeToo, dessen Schlüsselfigur Rose McGowan im Roman ebenfalls vorkommt. Der Erzähler begegnet ihr im Chateau Marmont Hotel, das bereits Schauplatz von Stuckrad-Barres Roman Panikherz war. Im Roman kommen reale Personen wie Palina Rojinski, Lars Eidinger, Sophie Rois und Elon Musk vor. Das fiktive Magazin TransAtlantic wurde einerseits als Anspielung auf die New York Times gedeutet, die den Fall Weinstein aufdeckte, andererseits auf das Magazin TransAtlantik von Hans Magnus Enzensberger.
Das juristische Lektorat des Buchs übernahm der mit Stuckrad-Barre befreundete Medienanwalt Christian Schertz. Ein wie Schertz als Honorarprofessor an der Universität Potsdam lehrender Medienanwalt im Roman, der ebenfalls Fan der Beatles ist und ein Compliance-Verfahren empfiehlt, wurde als Anspielung auf ihn gedeutet.

## Rezeption
Das Buch erhielt hohe Medienaufmerksamkeit und wurde mit einer Startauflage von 160.000 Exemplaren ein Bestseller. Der Spiegel widmete ihm eine Titelgeschichte. In der Literaturkritik stieß der Roman auf ein gemischtes Echo. Mehrere Rezensionen kritisierten, dass weibliche Figuren zu wenig zu Wort kämen. Eine Theateradaption von Christopher Rüping am Hamburger Thalia Theater hatte im September 2023 Premiere.

## Ausgaben
- Noch wach? Kiepenheuer & Witsch, Köln 2023, ISBN 978-3-462-00467-0.
  - als Hörbuch gelesen vom Autor, Argon, 2023.